# Udûn
Udûn es un lugar ficticio perteneciente al legendarium del escritor británico J. R. R. Tolkien, y que aparece en su novela de El Señor de los Anillos. Es una planicie circular que se extendía en la confluencia de las montañas Ered Lithui y las Ephel Dúath; entre Cirith Gorgor, donde se encuentran las Puertas Negras de Mordor, y Carach Angren, la «Garganta de Hierro», al norte de la «Tierra Tenebrosa». Al oeste del valle de Udûn se encontraba la vieja fortaleza de Durthang, y bajo la misma llanura «se escondían los túneles y arsenales subterráneos construidos por los servidores de Mordor como defensas de la Puerta Negra».

## Etimología y significado del nombre
Con total seguridad, este valle tomó su nombre en recuerdo del nombre sindarin de Utumno. Udûn podría significar, según Robert Foster, «Infierno», «No-valle» o «No-Oeste», no estando, en cualquier caso, clara su etimología más allá de la inclusión del elemento quenya tumbo → tum («valle»).

## Geografía y geomorfología ficticias
Udûn era una planicie con forma circular curiosamente simétrica que se extendía en el ángulo noroeste de Mordor, punto de confluencia de los sistemas montañosos de las Ered Lithui y las Ephel Dúath. Este valle tenía entrada desde el interior de Mordor por Carach Angren, la «Garganta de Hierro», y salida hacia el valle del Anduin por Cirith Gorgor, donde se encontraban las Puertas Negras de Mordor. Tolkien describe el valle como rodeado por «espolones», estribaciones, de estas dos cordilleras.
La naturaleza claramente basáltica de la geología de toda la región descrita por Tolkien y la simetría del valle sugieren dos hipótesis geomorfológicas que posibilitarían la existencia de un lugar así en el mundo real:
- una caldera volcánica, remanente de un volcán hundido o colapsado, como la de Bandama en la isla de Gran Canaria o la de Taburiente en la isla de La Palma, ambas en Canarias. Sin embargo, el tamaño de Udûn para esta hipótesis resulta gigantesco: tiene unos 14 km de diámetro, lo que implicaría un cono volcánico de una altura de unos 8.800 m,[5] tan alto como el Everest, y del mismo orden de tamaño que el Mauna Loa, el mayor volcán de la Tierra, contando su altura desde el lecho marino del que surge; o de forma más plausible
- un dique de simetría anular, formación que se produce cuando una porción de terreno de forma circular subduce sobre una cámara magmática, haciendo rebosar el magma fluido por su perímetro para formar estribaciones rocosas como las descritas, a menudo intermitentes con pasos entre ellas como Carach Angren y Cirith Gorgor.[5] Ejemplos reales de este tipo de formación son el que forma el Loch Bà en la isla de Mull, en Escocia, o el existente en el Parque Estatal Pawtuckaway, en Nuevo Hampshire, Estados Unidos, en ocasiones confundido con un cráter de impacto.

## Historia
Udûn es el principal acceso a Mordor desde el Oeste, uno de los pocos puntos en los que su orografía montañosa permite el paso, por lo que Sauron lo fortificó con la construcción de Morannon para cerrar la entrada al valle ya durante la Segunda Edad, al instalarse en Mordor en el año 1000 S. E. A pesar de ello, en 3434 S. E., las fuerzas de la Última Alianza consiguieron penetrar en Mordor por Udûn tras la batalla de Dagorlad. Siete años después, Sauron resultó completamente derrotado, pero los hombres de Gondor no sólo mantuvieron la Puerta Negra, sino que erigieron las Torres de los Dientes a cada uno de sus lados, y construyeron la fortaleza de Durthang para vigilar Mordor, transformando de ese modo las fortificaciones defensivas en una cerca preventiva. Esa vigilancia se mantuvo durante toda la Tercera Edad, aunque a lo largo de los siglos se fue relajando progresivamente. Tras la Gran Peste de 1636 T. E., la región fue abandonada por Gondor, y las fuerzas de Sauron reocuparon progresivamente Udûn.
Durante la Guerra del Anillo fue aquí donde Sauron tuvo apostadas a sus tropas de orcos, orientales y haradrim para enfrentarse a los Capitanes del Oeste. En estos años Sauron fortificó apresuradamente todo el valle, y a la vieja fortaleza de Durtharg y los túneles y arsenales subterráneos sumó fuertes y torres sobre las estribaciones de las montañas circundantes, y una pared de adobe y una profunda trinchera que atravesaban todo Udûn, con un único paso sobre ellas.
Los hobbits Frodo y Sam, llevando el Anillo Único hacia las llamas del Monte del Destino, se vieron envueltos involuntariamente en medio de este tumulto de tropas, disfrazados de orcos. Pudieron escapar de él de forma casi milagrosa. La vuelta tras destruir el Anillo fue mucho más liviana, pues pasaron sobre Udûn volando con las águilas Landroval y Meneldor.